# Heerlijkheid Ritthem

Wapen van de heerlijkheid Ritthem

De Heerlijkheid Ritthem is een voormalige ambachtsheerlijkheid in de provincie Zeeland.

## Geschiedenis
De sinds lang bestaande heerlijkheid was in de 18e eeuw eigendom van leden van het geslacht Van der Hooghe van Borssele. Daarna werd zij in 1764 aangekocht door een lid van de familie Lambrechtsen en is sindsdien in die familie gebleven. Aan de heerlijkheid waren ook bestuurlijke rechten verbonden zoals het doen van voordrachten voor leden van de gemeenteraad, de gemeentesecretaris en -ontvanger. Met de inwerkingtreding van de Gemeentewet vervielen deze bestuurlijke rechten.
In 1819 werd door de Hoge Raad van Adel het wapen van de heerlijkheid bevestigd. Het werd vervolgens eveneens gebruikt door de gemeente Ritthem; de HRvA bvestigde in 1950 het gebruik van het heerlijkheidswapen voor de gemeente.

## Heren/vrouwe van Ritthem (Lambrechtsen)
Nicolaas Lambrechtsen (1674-1707)
- Mr. Anthoni Pieter Lambrechtsen, heer (door koop 1764) van Ritthem (1727-1792)
  - Catharina Rutteria Lambrechtsen, vrouwe van Ritthem (1761-1814)
- Nicolaas Lambrechtsen (1716-1780)
  - Mr. Nicolaas Cornelis Lambrechtsen, heer (1815) van Ritthem (1752-1823)
    - Mr. Wilhem Nicolaas Lambrechtsen, heer van Ritthem (1791-1856)
      - Mr. Nicolaas Cornelis Lambrechtsen, heer van Ritthem (1824-1895)
        - Ir. Constant Lodewijk Marius Lambrechtsen, heer van Ritthem (1854-1930)
          - Ir. Constant Lodewijk Marius Lambrechtsen, heer van Ritthem (1909-1994)